# Mark Altten
Mark Altten (* 1949) ist ein deutscher Journalist und freier Autor.
Altten beschäftigt sich bereits seit Jahrzehnten mit Berliner Themen. Als einstiger West-Berliner ist er insbesondere mit der Geschichte der Halbstadt und der dortigen Halbwelt vertraut. Von ihm erschienen im Spotless-Verlag die Bücher »Mister Biel und der Westberliner Sumpf« (Band 210) und »Die CIA stellt in Berlin die Weichen« (Band 219).
In einem Beitrag für die Junge Welt über die Berliner Luftbrücke schrieb er, die deutsche Teilung sei von den Westmächte ausgegangen und diese trügen "die historische Verantwortung" für die folgenden Konflikte.